# HD 66591
HD 66591，又名CP-63 866，SAO 250069、HR 3159，是一颗恒星，视星等为4.82，位于銀經276.55，銀緯-16.92，其B1900.0坐标为赤經7h 59m 4.2s，赤緯-63° -16.92′ 25″。